# Suburra: Véres Róma
Suburra: Blood on Rome (olaszul: Suburra - La serie) egy olasz bűnügyi internetes televíziós sorozat, amelyet Rómában forgattak, a 2015-ös Suburra film előzménytörténeteként.  Giancarlo De Cataldo és Carlo Bonini azonos című regénye ihlette. A sorozatot Daniele Cesarano és Barbara Petronio készítette a Netflix számára, ez volt az első olasz nyelvű eredeti televíziós sorozat, amelyet a streaming szolgáltató készíttetett. A Cattleya filmgyártó, a Rai Fiction és a Bartleby Film együttesével valósult meg.
A Suburra a Mafia Capitale nyomozásának valós eseményeit mutatja be, melyben a hatalmi összecsapásokra, a szervezett bűnözésre, a politikusok és az egyházi személyek korrupciójára összpontosít. A cselekmény néhány személy körül forog: Aureliano Adami (Alessandro Borghi), egy ostiai bandatag és az Alberto "Spadino" Anacleti (Giacomo Ferrara), egy Sinti banda tagja, valamint Gabriele "Lele" Marchilli (Eduardo Valdarnini), egy rendőr egyetlen fia, aki bűnténybe keveredik. Samurai (Francesco Acquaroli),  Adami egyik ellenfele, a római szervezett bűnözés vezetője és a szicíliai maffia kapcsolattartója Rómában; az Amedeo Cinaglia (Filippo Nigro) politikushoz fordul, hogy segítsen ostiai ügyeiben.
A sorozat világpremierje 2017. szeptember 1-jén volt a 74-ik velencei filmfesztiválon, ahol az első két epizódot az Il Cinema nel Giardino  részeként vetítették le. Az első évad minden epizódja világszerte 2017. október 6-án jelent meg. A sorozatot az olasz Rai 2 televízióban  2018-ban adták volna először.  ám végül ott csak 2019. február 15-re tették a premiert.  2018. január 30-án még egy évadot kapott, amelynek forgatása 2018. április 3-án kezdődött el  és 2018. augusztus 8-án fejeződött be. A nyolc epizódos második évadot 2019. február 22-én adták ki. 2019. április 2-án a Netflix bejelentette, hogy a harmadik évad 2020-ra várható.

## Szereplők és karaktereik

### Főszereplők
- Alessandro Borghi mint Aureliano Adami - olasz ostiai banda tag
- Giacomo Ferrara mint Alberto "Spadino" Anacleti - egy homoszexuális Sinti bandatag
- Eduardo Valdarnini mint Gabriele "Lele" Marchilli (1–2. Évad) - egy rendőr egyetlen fia, aki bűncselekménybe keveredik, ám később rendőr lesz belőle
- Francesco Acquaroli mint "Samurai" - volt neo-fasiszta terrorista harcos, a római szervezett bűnözés vezetője és a szicíliai maffia kapcsolattartója Rómában
- Filippo Nigro mint Amedeo Cinaglia - egy politikus, Samurai csatlósa
- Claudia Gerini mint Sara Monaschi - a vatikáni pénzügyi könyvvizsáló
- Adamo Dionisi mint Manfredi Anacleti - egy Sinti bűnözői banda vezetője és Spadino bátyja
- Barbara Chichiarelli mint Livia Adami (1–2. Évad) - Aureliano nővére
- Federico Tocci mint Tullio Adami (1. évad, 2. évadban csak vendégszereplő) - Aureliano apja
- Gerasimos Skiadaresis mint Monsignor Theodosiou (1. évad) - egy vallásos, de bűnös vatikáni főpap
- Elisabetta De Palo, Sveva Della Rocca Croce grófnő (1–2. Évad) - egy hatalommal bíó arisztokrata
- Carlotta Antonelli Angelica Sale-ként - Spadino felesége
- Renato Marchetti, mint Franco Marchilli (1. évad, 2. évad) - rendőr és Lele apja
- Paola Sotgiu mint Adelaide Anacleti - Manfredi és Spadino édesanyja
- Augusto Zucchi Cosimo Giunti bíborosként (1–2. Évad) - a Vatikáni Bizottság tagja
- Stefano Santospago Sandro Monaschi-ként (főszezon, 2. évad) - Sara férje
- Lucia Mascino mint Gabriella - egy parlamenti képviselő és Amedeo volt felesége
- Lorena Cesarini mint Isabelle Mbamba (1. évad) - prostituált akit szerelmi szálak fűzik Aurelianóhoz
- Diego Ribon Stefano Forsini-ként (1. évad, 2. évad) - parlamenti képviselő és Gabriella új férje
- Pietro Ragusa mint Gianni Taccon (1. évad) - az Amedeo önkormányzati bizottságának új tagja
- Jacopo Venturiero mint Adriano Latelli (2. évad) - titkos neo-fasiszta rádiós műsorvezető
- Rosa Diletta Rossi Alice-ként (ismétlődő 1. évad, 2. főszezon) - Amedeo második felesége
- Federica Sabatini mint Nadia Gravoni (2. évad) - egy Ostia kis főnök lánya, aki személyi és üzleti kapcsolatot létesít Aureliano-val
- Cristina Pelliccia mint Cristiana Massoli (2. évad) - egy rendőrnő és Lele kollégája
- Alessandro Bernardini mint Guerri "Boiardo" (ismétlődő 1. évad, 2. főszezon) - Samurai jobbkeze
- Stefano Fabrizi Romolo Lucci-ként (ismétlődő 1. évad, 2. főszezon) -  Adami bandájának egy harcosa
- Alessandro Proietti mint Alex (2. évad) - Anacleti családtag, hű Adelaide-hoz
- Alberto Cracco Fiorenzo Nascari bíborosként (2. évad)
- Fiorenza Tessari mint Mara (vendég 1. évadban, 2. évadban főszereplő) - rendőrnő, Lele apjához gyengéd szálak kötik

## Évadáttekintés
| Évad | Évad | Részek száma | Részek száma | Eredeti sugárzás  | Eredeti sugárzás  | Eredeti adó |
| Évad | Évad | Részek száma | Részek száma | Évadbemutató      | Évadzáró          | Eredeti adó |
| ---- | ---- | ------------ | ------------ | ----------------- | ----------------- | ----------- |
|      | 1.   | 10           | 10           | 2017. október 6.  | 2017. október 6.  |             |
|      | 2.   | 8            | 8            | 2019. február 22. | 2019. február 22. |             |

## Kritikai visszhang
Az 1. évad  a Rotten Tomatoes  kritikai weboldalon 8/10-es értékelést ért el.
A Suburra, az első olasz televíziós sorozat melyben egy meleg gengszter-karakter szerepel (Spadino Anacleti).

## Fordítás
Ez a szócikk részben vagy egészben  a   Suburra: Blood on Rome című angol Wikipédia-szócikk ezen változatának fordításán alapul.  Az eredeti cikk szerkesztőit annak laptörténete sorolja fel. Ez a jelzés csupán a megfogalmazás eredetét és a szerzői jogokat jelzi, nem szolgál a cikkben szereplő információk forrásmegjelöléseként.